# Franjeporiezwam
Franjeporiezwam (Polyporus tuberaster) is een schimmelsoort uit de familie Polyporaceae. De zwam is een saprofiet en groeit op dode takken, stammen en stronken van diverse loofbomen (onder meer esdoorn, wilg, els, beuk) op voedselrijke en vochtige grond en veroorzaakt hierbij witrot. Franjeporiezwam heeft aan de onderkant geen lamellen, maar poriën waarin de sporen tot ontwikkeling komen.
De zwam maakt soms bij gunstige omstandigheden een ondergronds sclerotium (knol) die de grootte van een voetbal kan hebben, met een gewicht van meer dan 10 kg. Een oud bijgeloof zegt dat de knol zicht ontwikkelt waar een lynx zijn territorium markeerde met urine.

## Kenmerken
Hoed
De lichtgele tot okerbruine hoed heeft een diameter van 3 tot 10 cm en een dikte van 10 tot 15 cm. De hoed heeft schubben die allemaal in cirkels naar binnen staan. Kenmerkend voor deze zwam zijn de rafeltjes die als een soort versiering ('franje') aan de hoedrand zijn bevestigd. Bij jonge exemplaren is de hoed licht gewelfd, maar bij oudere exemplaren kan deze deuken bevatten.
Poriën
De poriën zijn langwerpig tot rond, onregelmatig gevormd en hebben een grootte van (0,5-2 × 0,5-1 mm).
Steel
De steel heeft een lengte van 1-6 cm en een dikte van 5-15 mm. De steel heeft een gele kleur en de basis is crème-wittig. 
Vruchtlichaam
Het vruchtlichaam is trechtervormig met een centrale steel.
Geur
De geur is zwamachtig (niet opvallend)
Sporenprint
De sporenprint is wit.

## Verspreiding
De soort kwam eerst met name in het westen van Nederland voor, maar door de opwarming van het klimaat en vermesting komt deze ook in het oosten algemeen voor.

## Foto's

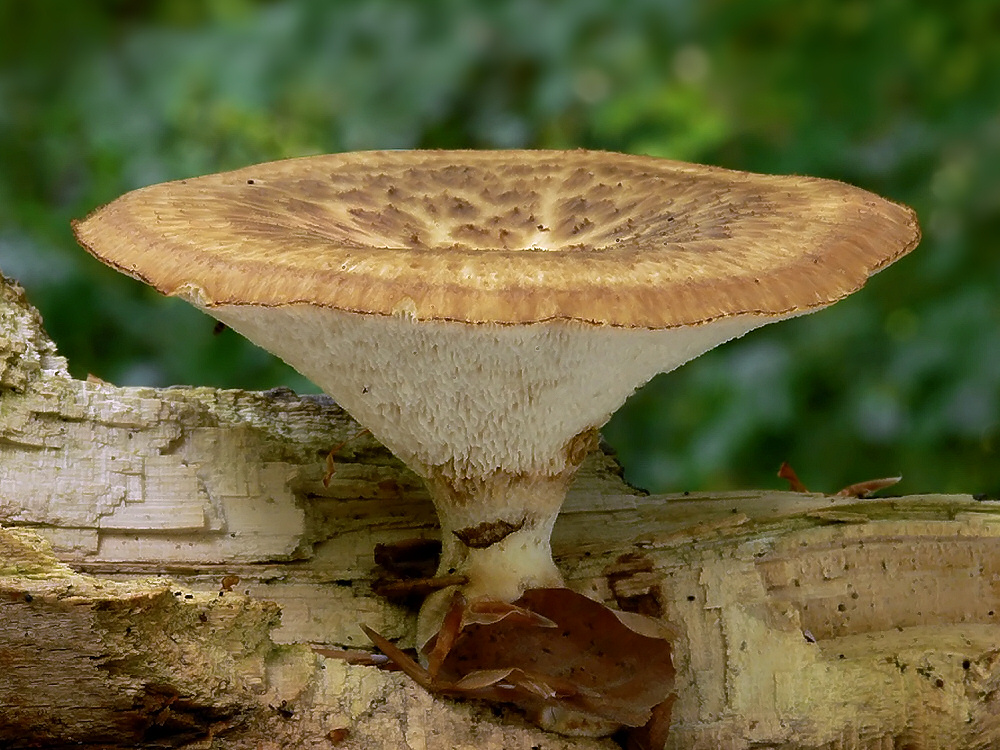
zijaanzicht
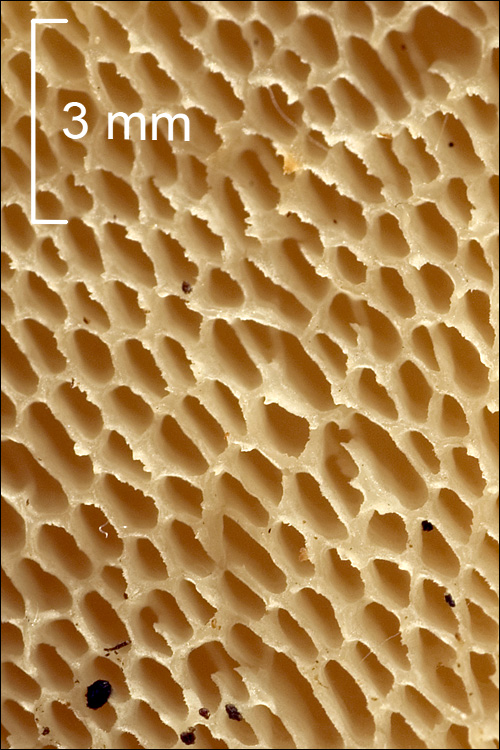
poriën
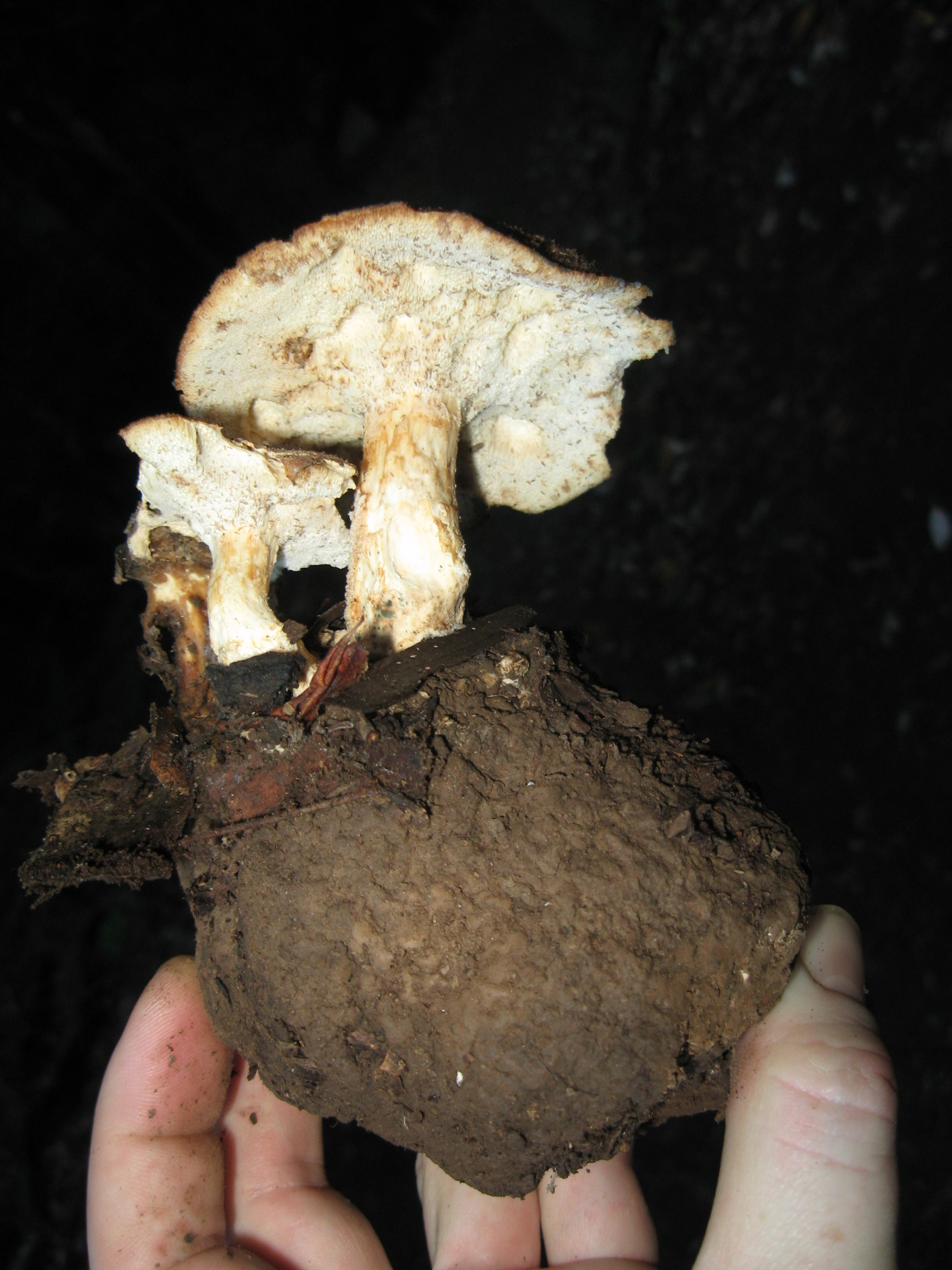
sclerotium